# Szczyt Adama
Szczyt Adama (syngaleski Sri Pada lub Samanala, tamilski Sivanolipatha Malai, arabski Al-Rohun) – piąty co do wysokości szczyt Cejlonu, położony w południowej części wyspy. Wznosi się do wysokości 2243 m n.p.m. Zbudowany jest z prekambryjskich gnejsów, wznosi się piramidalnie ponad płaskowyżem. Zbocza góry pokryte są wiecznie zielonym lasem podzwrotnikowym.
Uważane za miejsce święte przez wyznawców wielu religii – znajdujące się na szczycie podłużne zagłębienie o długości 1,5 m uznawane jest za odcisk stopy: Śiwy (przez hinduistów), Buddy (przez buddystów), Adama (przez muzułmanów) czy św. Tomasza (przez chrześcijan indyjskich). Szczyt jest znaczącym miejscem kultu religijnego i celem licznych pielgrzymek.